# António Teixeira
António Teixeira (Lisszabon, 1707. május 14. – Lisszabon, 1769) portugál zeneszerző. Tízéves korában V. János ösztöndíjat adott neki, hogy Itáliába utazzon és zenei képzést kapjon. Teixeira számos egyházi művet írt. Egyik legismertebb darabja a Te Deum címet viseli. Több kantátát és operát is írt.